# Bogislav von Schwerin (General)

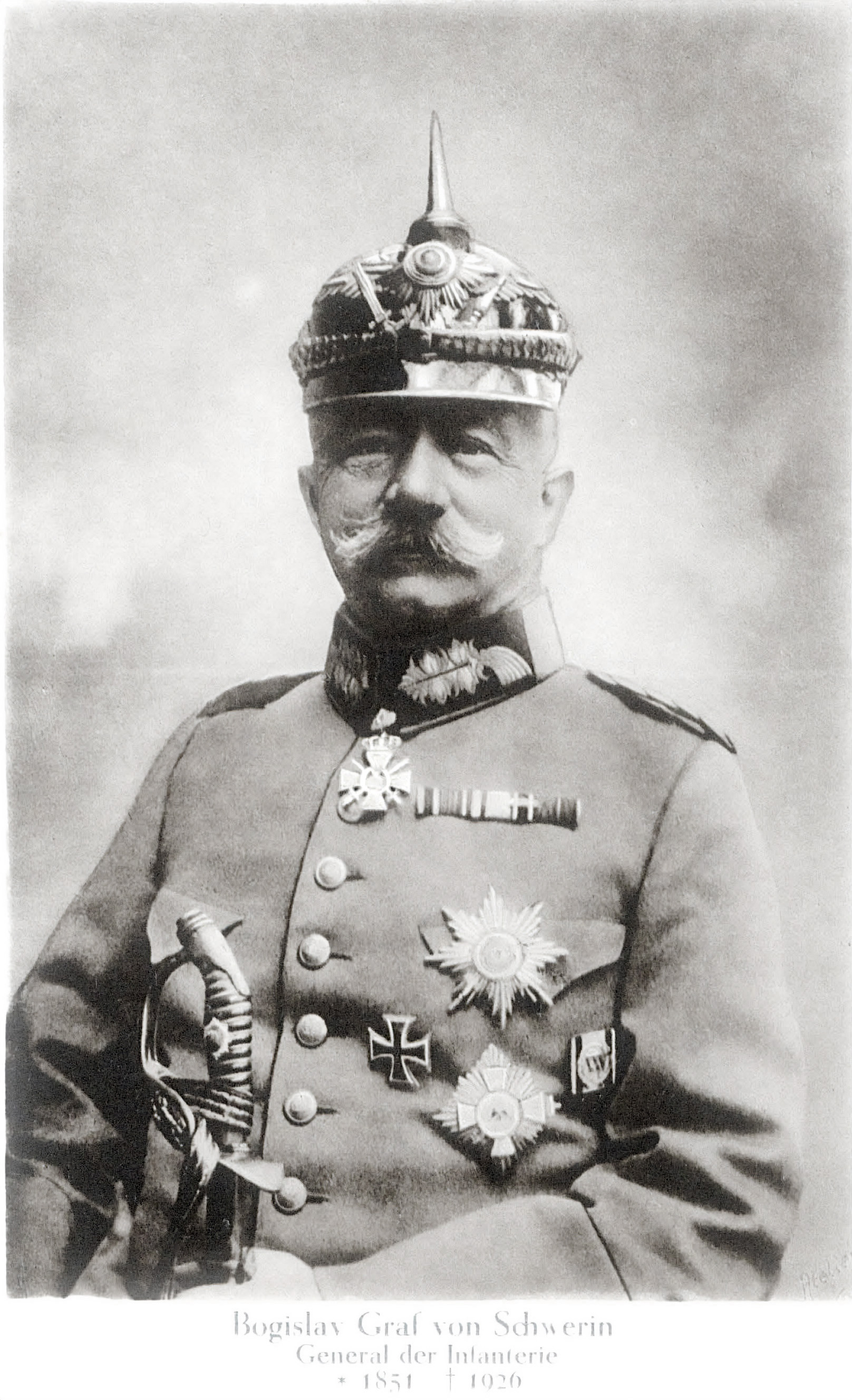
Bogislav von Schwerin

Bogislav Friedrich Wilhelm Carl Hermann Heinrich Bernhard Graf von Schwerin (* 12. November 1851 in Anklam; † 16. Juni 1926 in Potsdam) war ein preußischer General der Infanterie.

## Leben

### Herkunft
Bogislav von Schwerin entstammte dem Haus Busow der Linie Schwerinsburg des pommerschen Adelsgeschlechts Schwerin.
Er war der Sohn des Rittergutsbesitzer Gustav Philipp Wilhelm Karl Graf von Schwerin (1808–1864) aus Schojow, seine Mutter war die zweite Ehefrau seines Vaters, Ida Auguste Wilhelmine Ottilie von Oertzen (1814–1900) aus Brunn.

### Militärkarriere
Nach Besuch des Gymnasiums in Anklam, trat er am 12. September 1870 als Avantageur in das 2. Garde-Regiment zu Fuß in Berlin ein, mit welchem er in den Feldzug nach Frankreich zog. Am 30. Januar 1871 wurde er Fähnrich und am 8. April 1871 dort zum Second-Lieutenant ernannt.
Darauf folgte am 17. Februar 1880 die Beförderung zum Premier-Lieutenant, als solches besuchte er von 1882 bis 1884 die Kriegsakademie, bis er 1885 zum Großen Generalstab abkommandiert wurde. 1887, wurde er am 22. März zum Hauptmann und am 26. Mai zum Kompaniechef beim Infanterie-Regiment „Graf Bülow von Dennewitz“ (6. Westfälisches) Nr. 55. Es folgte am 27. Januar 1895 die Beförderung zum Major und am 19. November die Ernennung zum Bataillonskommandeur.
Zum Kommandeur der Unteroffizierschule in Biebrich wurde er am 22. Mai 1899 ernannt und zum Oberstleutnant am 18. Mai 1901 befördert. Mit der Führung des Königs-Infanterie-Regiment (6. Lothringisches) Nr. 145 in Metz am 10. März 1904 beauftragt, wurde er dort am 24. April 1904 zum Oberst und Regimentskommandeur ernannt. Nach knapp vier Jahren gab er das Regiment ab und wurde am 2. April 1908 mit der Führung der 15. Infanterie-Brigade in Halle beauftragt, mit seiner Beförderung am 18. August 1908 als Brigadekommandeur zum Generalmajor.
Daraufhin wurde er am 27. Januar 1911 Führer der 7. Division in Magdeburg, am 21. April 1911 Generalleutnant und Kommandeur der Division und am 19. März 1913 auf sein Gesuch mit Pension zur Disposition gestellt.
Beim Ausbruch des Krieges 1914 wurde er Kommandeur der 7. Reserve-Division und am 27. Januar 1916 zum General der Infanterie befördert, damit führte er fast insgesamt vier Jahre die 7. Reserve-Division bis zum 15. Mai 1918.
Graf Bogislav von Schwerin starb am 16. Juni 1926 im St.-Josefs-Krankenhaus in Potsdam im 75. Lebensjahre, sein Leichnam wurde nach Schojow überführt und dort beerdigt.

### Familie
Bogislav von Schwerin heiratete am 28. Mai 1885 Marie Hedwig Ottilie von Griesheim (1863–1931), sie war die jüngste Tochter des königlich preußischen Oberst z. D. Friedrich Ferdinand Ludwig Albert von Griesheim und der Henriette Friederike Auguste Marle geb. von Raschkauw. Aus der Ehe gingen eine Tochter Hildegard Ida Klara Marie (* 1888; † 1935) und der Sohn Bogislav Axel Karl Ulrich von Schwerin (* 1892; gefallen 1944) hervor.

## Orden und Ehrenzeichen
- Roter Adlerorden IV. Klasse mit der Krone (2. Juni 1894)[8]
- Kronenorden III. Klasse (21. August 1899)[8]
- Ehrenkreuz des Lippischen Hausordens III. Klasse (1899)[8]
- Russischer Orden der Heiligen Anna II. Klasse (Februar 1904)[8]
- Roter Adlerorden III. Klasse mit der Schleife (12. Mai 1905)[8]
- Kronenorden II. Klasse (18. Januar 1908)[8]
- Großoffizierkreuz des Ordens der Italienischen Krone (September 1908)[8]
- Roter Adlerorden II. Klasse mit Eichenlaub (18. Januar 1910)[9][8]
- Krone zum Roter Adlerorden II. Klasse mit Eichenlaub und Stern (1913)[8]
- Eisernes Kreuz (1914) II. Klasse (13. September 1914)[8]
- Eisernes Kreuz (1914) I. Klasse (10. Oktober 1914)[8]
- Anhaltisches Friedrichs-Kreuz (5. März 1915)[8]
- Schwerter zum Roter Adlerorden II. Klasse mit Eichenlaub, Krone und Stern (9. Februar 1916)[8]
- Hamburgische Hanseatenkreuz (8. März 1916)[8]
- Kronenorden I. Klasse mit Schwertern (7. November 1916)[10][8]
- Roter Adlerorden I. Klasse mit Eichenlaub und Schwertern (15. Mai 1918)[8]